# ワインガム

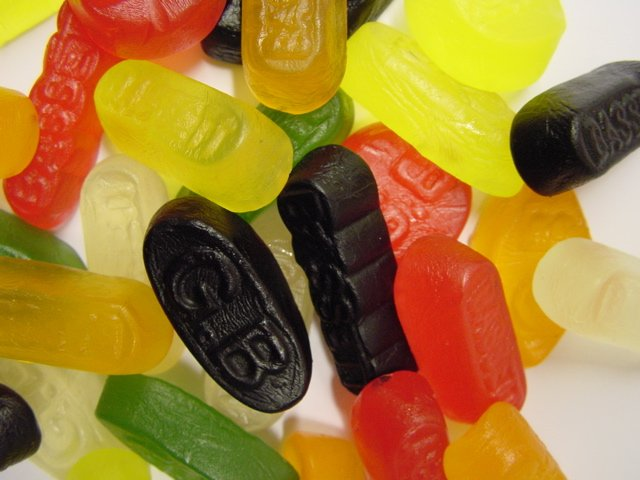
バセッツ (Bassett's) のワインガム

ワインガム（英文表記: Wine gumsまたはwinegums）は、硬く噛みごたえがあるグミのような菓子。「ガムドロップ」という菓子に似ているが、ワインガムは表面を砂糖でコーティングされていないのが特徴である。動物性ゼラチンから製造され、甘味料・香味料・着色料と混ぜ合わされる。ワインガムはアイルランドやイギリスのほか、ニュージーランド、南アフリカ共和国、カナダ、そして他のヨーロッパ中部の国々で一般的な菓子製品である。人気の高いブランドにはバセッツ (Bassett's) があり、イギリスやアイルランドではメイナーズ (Maynards) が挙げられる。名称はワインガムであるが、実際にワインは含まれていない。この名称は、「上質のワインを味わうのと同様」で、すぐ消えることが無い果物のほのかな風味から付けられたものである。このため、それぞれにポートワインやジン、ラム酒や白ワインといった、アルコール飲料の呼称が付けられている。製造元のキャドバリー・シュウェップス社によれば、赤と黒が最も人気のある色だという。

## 歴史
ワインガムは小さな菓子屋を営んでいたチャールズ・リリー・メイナードを父に持つ、チャールズ・ゴードン・メイナードにより、1909年にリビアで考案された。厳格なメソジスト教徒で絶対禁酒主義者であった父親のチャールズ・リリー・メイナードは、息子のゴードンが「ワインガム」を考案したと聞き、もう少しで彼をクビにするところだった。しかしチャールズ・ゴードンは、父にワインガムのレシピには実際のワインが入っていないことを知らせたのである。
1990年、メイナーズ社はイギリスの菓子メーカーでキャドバリー・シュウェップス社の子会社である、トレバー・バセット社に買収された。2002年に、メイナーズのワインガムは売上が4千万ポンドに達している。
ワインガムは「チャーリーとチョコレート工場」の作者、ロアルド・ダールお気に入りの菓子である。彼はベッドの横にワインガムを瓶に詰めて置いていたため、毎晩就寝する前に味わっていたという。

## 参考
- メイナーズ・ファクトシート - キャドバリー・シュウェップス社より（英語）